# Shotwell
Shotwell is een open source-fotomanager voor GNOME. Het was de standaard fotomanager die bij Ubuntu 11.10+ en Fedora 15 geleverd werd. Tot Shotwell 0.8 was er ook een versie voor Microsoft Windows beschikbaar.

## Geschiedenis
Shotwell werd oorspronkelijk ontwikkeld door ontwikkelaars van de Yorba Foundation. Omdat Yorba niet genoeg middelen heeft om zowel het e-mailprogramma Geary als het fotoprogramma Shotwell te ontwikkelen, heeft Yorba de ontwikkeling overgedragen aan GNOME. De ontwikkelaars van Elementary OS werken aan Shotwell onder naam Pantheon Photos aan een aangepaste Shotwell-versie voor Elementary OS.

## Functies
- Importeren van foto's door een camera te verbinden
- Foto's en video's uploaden naar Facebook, Flickr, Google Foto's (vroeger Picasa Web Albums), Piwigo (enkel foto's), YouTube (enkel video's) en Yandex.Fotki (enkel foto's)[4]
- Diavoorstelling
- Foto's bekijken in een venster en in volledigschermmodus
- Tags